# Bocage (attore)
Bocage, nome d'arte di Pierre-Martinien Tousez (Rouen, 1801 – Parigi, 30 agosto 1863), è stato un attore teatrale francese.

## Biografia
Respinto al Conservatorio, Bocage, bello, talentuoso e sregolato, conobbe degli esordi difficili, costretto a calcare faticosamente, e per diversi anni, le scene di oscuri teatri di provincia, prima di approdare alla compagnia teatrale parigina del Théâtre de la Porte-Saint-Martin. Trasferitosi a Parigi, si aggregò a diversi teatri drammatici, costruendosi una grande popolarità come interprete delle principali creazioni romantiche tra cui, con Marie Dorval, Antony di Alexandre Dumas padre (la cui prima, nel 1831, lo portò all'agognata ribalta della notorietà), Marion Delorme, la Tour de Nesle, Don Juan de Marana.
Negli anni trenta dell'Ottocento, Bocage fece anche parte del novero degli amanti di George Sand che, già «malmaritata» con Casimir Dudevant, e divorziata nel 1836, si divideva in quegli anni tra  Michel de Bourges, l'avvocato del suo divorzio da Dudevant, lo svizzero Charles Didier, scrittore di belle speranze e, appunto, lo stesso Bocage.
Bocage fece anche parte della Comédie-Française, in cui recitò il repertorio classico, e dell'Odéon, di cui fu direttore dal 1845 al 1848. L'ardore con il quale si mescolava ai movimenti letterari del suo tempo, gli avevano conferito un'influenza di cui egli provò a servirsi come mezzo di azione politica nel 1848.
Il museo nazionale dello château de Compiègne conserva 2 stampe di Léon Alphonse Noël e di Benjamin Roubaud in cui è raffigurato  Bocage.